# 2019年吉隆坡峰会
2019年吉隆坡峰会是2019年12月18日在马来西亚首都吉隆坡双峰塔会议中心召开为期四天的峰会，由马来西亚首相马哈迪·莫哈末、巴基斯坦总理伊姆蘭·汗和土耳其总统雷杰普·塔伊普·埃尔多安联合发起举办和邀请全球穆斯林国家，讨论伊斯兰教和穆斯林的课题，共有56个回教国家的450名代表参与。

## 大会概要
「2019年吉隆坡峰会」在12月19日正式举行开幕典礼，出席者包括卡塔尔塔米姆·本·哈迈德·阿勒萨尼、伊朗总统哈桑·鲁哈尼、土耳其总统雷杰普·塔伊普·埃尔多安等56个回教国家代表。
分析人士称，峰会的目的是与总部设在沙特阿拉伯的吉达市，拥有57个成员的伊斯兰合作组织（OIC）相抗衡。沙地阿拉伯国王萨勒曼·本·阿卜杜勒-阿齐兹·阿勒沙特在12月17日同主办国马来西亚通话时强调观点：「伊斯兰合作组织（OIC）才是讨论全球17.5亿全球回教徒共同关心议题的适当场合」，表明不会出席 「2019年吉隆坡峰会」。马来西亚首相马哈迪·莫哈末坚称峰会并非旨在建立一个新的集团。
原本巴基斯坦总理伊姆蘭·汗是发起峰会的主要领袖之一，但巴基斯坦宣布总理伊姆兰·汗无法参与，因此退出峰会。媒体猜测巴基斯坦可能是受到沙特施加的压力，但巴基斯坦对此否认。

### 大会议题讨论
峰会主办国马来西亚首相马哈迪·莫哈末联同国家元首苏丹阿都拉陛下呼吁全球穆斯林，团结一致并推动发展，以克服现今穆斯林面对的诸多挑战，希望透过对话消弭大众对伊斯兰教的误会。内容谈及克什米尔及中东争议、叙利亚和也门冲突、缅甸罗兴亚少数民族等议题
大会上，各国领袖异口同声提及以巴冲突和穆斯林到非穆斯林国家寻求庇护的问题，并呼吁各个国家对不同宗教信仰抱持包容态度，同时在这复杂的议题上坚定立场及维持正义。
马哈迪表示，过去穆斯林曾因其先进文明而获得世界认可，但如今失去世界的尊重，不再是人类知识来源和人类文明的典范。同时认为任何穆斯林宣称发动圣战的暴力行为，不会带来任何东西，只会增加世人对伊斯兰恐惧症的加深。他呼吁所有回教国家必须反思和诚实评估，穆斯林和伊斯兰教已经成为侮辱和诽谤的主题，并与恐怖主义、失败、不文明的行为挂钩。并表示穆斯林国家可以控诉非回教世界存有偏见所作出的不公平评估，但也不能否认一些伊斯兰国家自相残杀的战争和人民逃离家园到非穆斯林国家寻求庇护的问题。认为所有穆斯林遵守教义，就会有良好的施政。
卡达尔塔米姆·本·哈邁德·阿勒薩尼在演讲中谈论及主权对于一个国家的重要性。同时强调在自治独立和宗教认同的前提下，才能探讨人权与正义的有关问题。并表示以巴冲突存在双重标准，希望可以透过对话来解决问题和获得多方支持。
土耳其总统埃尔多安则议为，回教国家在巴勒斯坦的议题上仍无法取得进展，也无法停止伊斯兰教派系的分裂和纷争，并建议使用加密货币，减少在贸易上对美元的依赖。
伊朗总统鲁哈尼除了发表现今全球穆斯林面对的严峻问题外，更大力批评美国对伊朗的制裁施压，促请所有回教国家加强金融合作，对抗美元支配世界金融体系的压力。他呼吁回教国家团结一致，共同回击美国的「经济恐怖主义」。认为只有这样，才能解决穆斯林世界面对的困境。
土耳其和伊朗提出的回教国家使用共同货币的建议，敦马哈迪表示认同，并指出「过来也曾提出类似建议，因为总是使用美元会造成过于依赖美国，而美国可以随时对我们实施制裁，这会影响我们的经济增长。」。为加强伊斯兰教国家之间的合作关系，敦马哈迪建议，伊斯兰教国家重新考虑以伊斯兰教国家金币（第纳尔/Gold Dinar）和物物交易（barter）进行之间的交易。

## 争议

### 被指削弱伊斯兰合作组织争议
伊斯兰合作组织（OIC）秘书长尤索夫·奥塔米尔曼在12日18日接受“阿拉伯天空新闻”访问时，直接点名批评吉隆坡峰会：「在OIC以外举行的峰会和会议，并不符合伊斯兰国家的利益，尤其是当今世界目睹多方冲突的时候。」并续说：「任何削弱OIC的平台，是在削弱伊斯兰和穆斯林」。 
马来西亚首相马哈迪·莫哈末则表示，召开吉隆坡峰会并非要歧视或孤立任何人，而是尝试寻找途径解决穆斯林世界和伊斯兰教所面对的问题，并表示：“我们尝试从小做起，如果这些观点、建议和解决方案是可以接纳且证明其可行性，那么我们希望将它带到更大的平台上讨论。”马来西亚伊斯兰党主席哈迪阿旺形容，马来西亚举办「2019年吉隆坡峰会」，显示了OIC组织的不足，并指该组织的缺点在于国际事务上，尤其是西亚地区的问题一直未获解决，相反这样的峰会在东南亚举行，显示了这个区域更加的安宁。

## 成果
「2019年吉隆坡峰会」成功的在18个领域交换文件，包括高科技、媒体合作、卓越中心、粮食安全及青年领袖交流计划。作为战略合作平台，从2020年起，吉隆坡峰会易名为「首要对话会」（Persons Dialogue），并与回教合作组织（OIC）和D-8经济合作组织起到互补作用。